# 酒井重工業

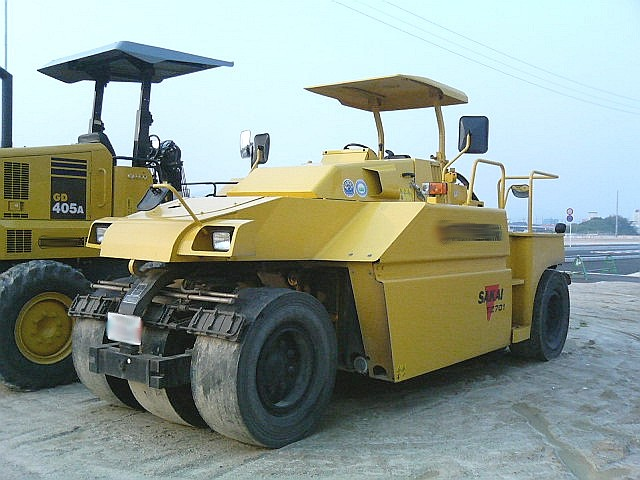
TZ701（タイヤ式ローラー）

酒井重工業株式会社（さかいじゅうこうぎょう、Sakai Heavy Industries, Ltd.）は、建設機械などを製作する日本のメーカーである。

## 沿革
- 1918年 酒井工業所（個人）創業
- 1924年 酒井工作所（個人）設立[1]
- 1949年5月7日 株式会社酒井工作所設立
- 1964年 東京証券取引所市場第二部に上場
- 1967年 酒井重工業株式会社に商号を変更
- 1981年 東京証券取引所市場第一部に指定替え
- 2018年 創業100周年

## 事業

### 締固め機械
同社の主力製品
- ロードローラー
- タイヤローラ
- 土工用・舗装用振動ローラ
- 振動マカダムローラ
- 振動タイヤローラ
- ハンドガイドローラ
- プレートコンパクタ
- ランマ

### 道路維持補修機械
- ロードカッタ（切削オーバーレイ工事に用いる現状舗装路面を削る機械。路面切削機とも）
- ロードスタビライザ（路盤・路床改良機）

### 産業機械
- 散水車

### その他
- 英国JCB社の一部製品を取り扱っている。（現在取扱いはしていない）

かつては以下のような製品も扱っていた
- スノーメルタ、スノープラウなど各種除雪機械
- ホイールローダ
- トラック搭載型クレーン
- 万能セルフローダ
- ログローダ
- ごみ処理機械・設備
- アスファルトフィニッシャ

## 内燃機関車の製造販売
1927年から1967年の商号変更まで、酒井工作所はロードローラと並行して、主として森林鉄道で使用される小型内燃機関車や保線・連絡用モーターカーの製造販売を行っていた。
これはT型フォードの成功に刺激された自動車産業の隆盛と、これに伴う小型ガソリンエンジンおよびそれに付随する変速機等の動力伝達メカニズムの入手が容易化したことを受けてはじめられたもので、同時期には後に酒井と産業用小型内燃機関車市場を二分する勢力に成長する加藤製作所を筆頭に、日本国内の様々なメーカーが同市場に参入した。
酒井は前身である帝室林野局時代から林野庁との関係が深く、アメリカのホイットコム社 やプリマス社、中でも後者から輸入された小型内燃機関車を参考に設計された、A型と称する規格化された小型機を木曽森林鉄道などに納入してまず成功を収め、その後B型、C型と使途や軌道条件等に合わせて仕様・構造を変更した同系の小型機を各地の森林鉄道を中心に大量供給し続けた。

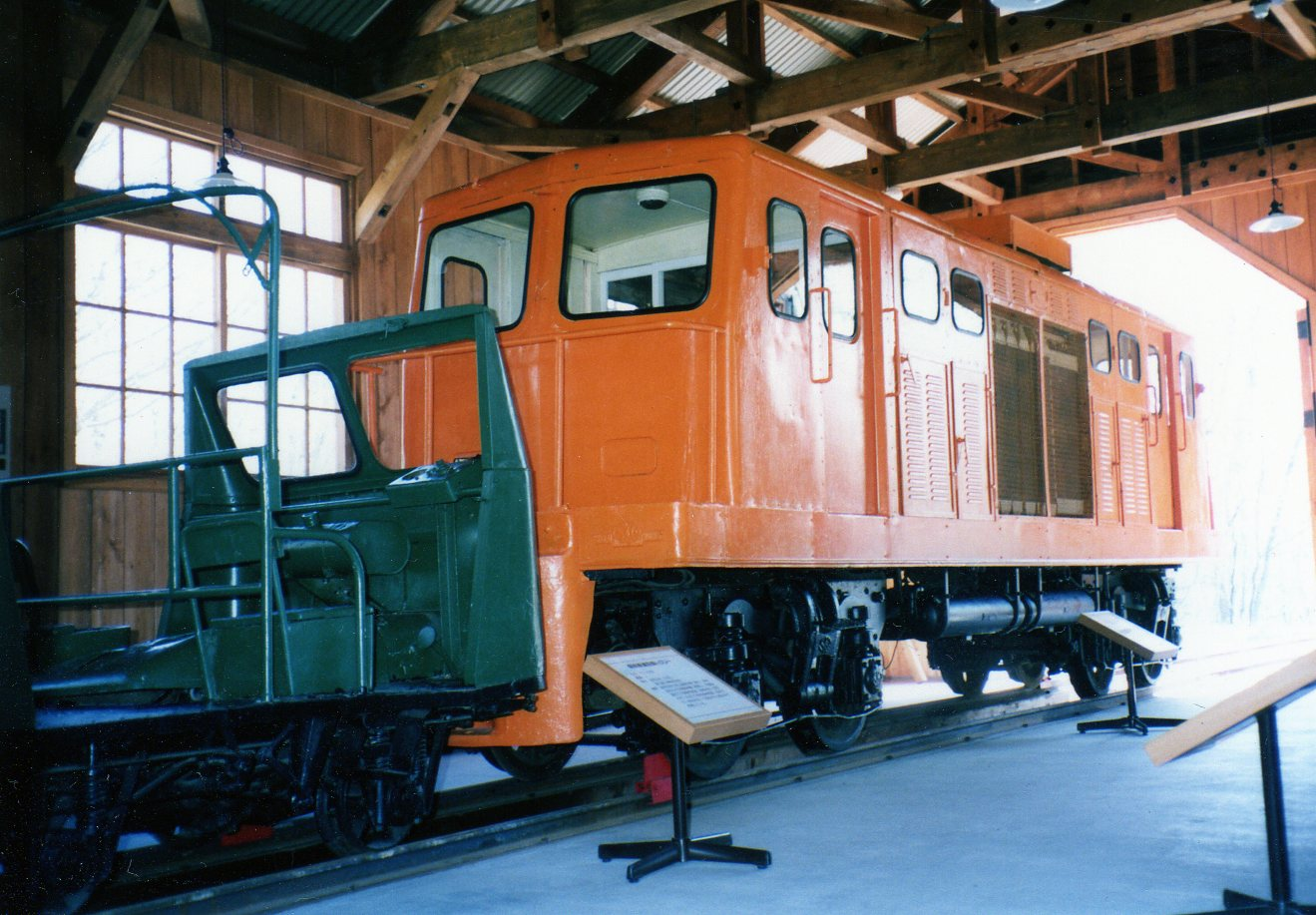
下夕張森林鉄道で使用されたNo.27酒井工作所製F4型10t級ディーゼル機関車・北海道開拓の村/北海道札幌市

特に、森林鉄道用大型ディーゼル機関車の決定版として満を持して開発したF型（F1 - F4型）ディーゼル機関車（5 - 10t B-B型）では、短軸距の2軸ボギー台車を使用しユニバーサルジョイントを介して軸配置B-Bの4軸駆動とすることで、急曲線通過能力と厳しい軸重制限、それに大出力機関の搭載による大きな牽引力という諸条件の鼎立を実現し、また木曽谷で長く主力の座にあった軸配置B1の10t級ボールドウィン社製蒸気機関車を代替する目的で設計された大出力・大型のC4型ディーゼル機関車（10t B型）では、通常型では後端に置くのが定位の運転台をあえて前端に置き、妻面を当時流行の湘南型2枚窓構成とする、という大胆なデザインを導入、さらに除雪作業の効率化を目的に開発されたS型ディーゼル機関車では、着脱式のロータリー式除雪装置を新開発し実装することで冬期以外の通常運用での使用を可能とするなど、新技術や新デザインの導入に意欲的であったことで知られる。
もっとも、砂塵や泥の機構部への侵入や、ラフな取り扱いが当然の土木建設業界ではこうした新機軸やデザインは好まれず、土木建設業界に強い加藤製作所との間では市場の住み分けが成立していた。
1960年代以降林野庁が林道整備による材木輸送のトラックへの転換の方針を打ち出したことから、同庁向けを主たる販路としていた内燃機関車製造販売事業は直接打撃を受け、1967年をもって機関車製造ラインは閉鎖された。
なお、酒井工作所製内燃機関車は木曽をはじめとする森林鉄道ゆかりの地に比較的多数が保存されており、また酒井重工業自身も技術研究所(現同社久喜合同事務所）に木曽森林鉄道で使用されていたNo.91（5t B型）を整備の上で保存している。
| 形式 | 自重 | 軌間 | 全長  | 全幅  | 全高  | 牽引力 | 走行速度 | 機関形式 | 機関定格出力 | 備考             |
| 形式 | t    | mm   | mm    | mm    | mm    | kg     | km/h     | 機関形式 | PS/rpm       | 備考             |
| ---- | ---- | ---- | ----- | ----- | ----- | ------ | -------- | -------- | ------------ | ---------------- |
| C16  | 3.5  | 762  | 2,860 | 1,278 | 1,953 | 875    | 7.9-22.2 | JH4      | 33/2000      | クラッチ乾燥単板 |
| C17  | 5    | 762  | 3,500 | 1,400 | 1,985 | 1,200  | 5.5-24.2 | DA120    | 76.5/1800    | クラッチ乾燥単板 |
| C26  | 7    | 762  | 4,200 | 1,700 | 2,400 | 1,750  | 0-30     | DS70     | 80/1,800     |                  |
| C6A  | 8    | 914  | 4,920 | 1,600 | 2,020 | 2,000  | 0-15     | DA59C    | 153/1,800    |                  |
| C4   | 10   | 762  | 4,920 | 2,180 | 2,780 | 2,500  | 0-30     | DA59     | 130/1,800    |                  |
| C50  | 10   | 762  | 4,820 | 1,850 | 2,750 | 2,500  | 0-30     | 6DB10    | 150/2,200    |                  |
| F42  | 10   | 762  | 7,050 | 1,700 | 2,450 | 2,500  | 0-32     | UD6      | 130/1,400    | 2軸ボギー        |
| C42  | 15   | 1067 | 6,130 | 2,200 | 2,800 | 3,750  | 0-22     | DA59     | 130/1,800    |                  |
| F51  | 15   | 762  | 7,780 | 1,550 | 2,380 | 3,750  | 0-27.5   | DA59A2   | 200/1,800    | 2軸ボギー        |

- 「建設工事用機関車仕様一覧表」『日本建設機械要覧1968年版』日本建設機械化協会、1968年、82-83頁
- 標準仕様であり注文に応じて変更化

### ロードローラのパイオニア
1927年に機関車の製造を開始したあと、1929年には内燃機関搭載の国産初のロードローラ(タンデム型)の製造販売を開始した。翌、1930年にはこれも国産初となる内燃機関搭載のマカダムローラ(3輪ローラ)を市場に投入し、機関車との2本柱となる。
1956年には国産初の振動ローラを開発。以降、道路機械のパイオニアとして各種のローラ、道路維持補修機械を開発・製造・販売している。
1968年に開発したR1型マカダムローラは全油圧全輪駆動、全輪同径、前輪・後輪均等加重、センターピン(中折れ)を取り入れた操向装置など、マカダムローラの理想を追求した機種で、転圧が均等に行わわれる、カーブでも踏み残しがない、運転・操作が容易等の特徴があった。従来のマカダムローラは小径の前輪(操向輪）x1と径の大きな後輪(駆動輪）x2からなっており、転圧はもっぱら後輪で行われた。そのため、前舗装幅を転圧するには、転圧回数が多くなり、不均等なるなどの不都合があった。R1はそれら解決した画期的な機種で、1974年に販売開始したR1型の姉妹機R2型は市場のニーズを更に取り込み、日本のマカダムローラの代名詞となり、日本だけでなく、海外でもR2型を模した製品が販売されている。
1974年発売のTV40型は前輪(振動輪）と後輪にタイヤを配し、鉄輪・振動とタイヤそれぞれの転圧効果を兼ね合わせたコンバインドローラで小・中規模舗装工事、オーバーレイ工事、駐車場などと広範な工事に使用され、今日、日本で最も多く稼働している形のローラである。
周辺への振動を抑え、水平振動を更に発展させた章動ローラ、コンクリートを転圧出来るダム工事など重転圧用の用垂直振動ローラ、アスファルトの高速転圧を可能にした高周波振動ローラ等、市場ニーズをとらえた新機構を備えた新機種を開発している。
最近ではi-Construction、Smart Roller、自立走行ローラなどITを踏まえた多様なニーズに応えるため、機械の開発にに留まらず、安全かつ効率的に転圧品質の向上が図れるような操作及び転圧管理関連の機器・ソフトの提供にも努めている。
2018年には道路機械として初の自動ブレーキシステム(Guardman)をタイヤローラに搭載、他の製品への適用を進め、安全環境の増強に寄与している。

### 道路維持・補修用機械
1972年に開発されたER160型に祖を持つ舗装表面を切削するロードカッタは、今日では道路補修工事には欠かせない機械となっている。
また、道路の基礎部にあたる路盤・路床の改修・改良用の当社初のロードスタビライザは1955年に開発された。当時の日本の道路は駐留していた米国人から「道路予定地」と称されたように、未舗装で、雨が降るとぬかるみ通行が困難な状況であった。既設の路盤・路床をセメントやアスファルト乳剤を添加材としてロードスタビライザで混合し、転圧後、雨天でも通行可能とした。現在では、日本のみならず海外でも実績があり、発展途上国の道路整備を迅速かつ効率的に行える機械として注目を浴びている。

### 関連会社一覧

#### 国内
- 酒井機工株式会社
- サカイエンジニアリング株式会社
- 株式会社コモド
- 東京フジ株式会社

#### 海外
- PT. SAKAI INDONESIA
- PT. SAKAI SALES & SERVICE ASIA
- SAKAI AMERICA,INC.
  - （SAKAI AMERICA MANUFACTURING,INC.は、SAKAI AMERICA,INC.を吸収合併した上で、商号をSAKAI AMERICA,INC.に変更）
- 酒井工程机械（上海）有限公司